# غيل فولتون روس
غيل فولتون روس (بالإنجليزية: Gale Fulton Ross)‏ هي رسامة أمريكية، ولدت في 1947.